# Церера (фрегат, 1830)
Цере́ра — парусный фрегат Российского Императорского флота, тип «Спешный». Относился к рангу 44-пушечных фрегатов, но имел 54 орудия. Заложен 12 октября 1829 года в С.-Петербургском Новом адмиралтействе. Строитель Я. А. Колодкин. Спущен на воду 7 июля 1830 года, вошел в состав Балтийского флота.

## Основные характеристики
- Водоизмещение = около 1950 тонн[1];
- Длина по верхней палубе = 48,6 м[1];
- Ширина по мидель-шпангоуту = 12,7 м[1];
- Осадка = 3,9 м[1];
- Арт. вооружение = 54 ор[1]. (24-фн — по штату[3]);
- Экипаж = 340/430 человек[1][2].

## Служба

### Период Польского восстания 1830—1831 (Ноябрьское восстание)
- В 1831 году в составе эскадры вице-адмирала Ф. Ф. Беллинсгаузена крейсировал у берегов Курляндии с целью предотвратить подвоз оружия и оказание помощи польским мятежникам.
- В 1832 году доставил в Данциг осадную артиллерию и затем с эскадрой находился в практическом плавании[2].

### Период 1833—1848
- В 1833 в составе эскадры находился в практическом плавании в Балтийском море.
- В июле 1835 в составе эскадры доставил из Кронштадта в Данциг отряд Гвардейского корпуса, а в сентябре 1835 перевез его обратно.
- 3 октября 1835 во время стоянки на Ревельском рейде фрегат шквалом был сорван с якоря и сильно поврежден.
- В 1836 на буксире у парохода «Геркулес» был приведен из Ревеля в Кронштадт на ремонт.
- В 1837—1840 занимал брандвахтенный пост на Кронштадтском рейде.
- В 1844 году тимберован в Кронштадте.
- В 1846, 1847 в составе эскадр находился в практических плаваниях в Финском заливе и Балтийском море[2].

### Участие в экспедицииБалтийского флотав датские воды в 1848—1850
- 25 мая 1848 вместе с транспортом «Або» вышел из Кронштадта для усиления 3-й дивизии контр-адмирала И. П. Епанчина, находившейся у острова Мэн.
- Крейсировал с дивизией у входа в пролив Малый Бельт, у островов Мэн и Рюген.
- 22 августа 1848 вместе с дивизией ушел от берегов Дании и 1 сентября 1848 вернулся в Кронштадт[1][2].

В 1849—1853 в составе эскадр находился в практических плаваниях в Финском заливе и Балтийском море. В том числе в кампанию 1851 года в составе отряда из восьми судов Балтийского флота под общим командованием контр-адмирала великого князя Константина Николаевича выходил в плавания по Финскому заливу.
В период Крымской войны 1853—1856 (в 1854 и 1855) в составе блокшивного отряда занимал позицию на Северном фарватере для обороны острова Котлин. Во время этой кампании на Церере нёс службу  К. К. Эбелинг, который впоследствии станет контр-адмиралом русского императорского флота.
В 1859 году продан на слом в Кронштадте.

## Командиры
- А. Н. Бровцын (1830—1833);
- И. И. Розенмейер (1835—1838);
- П. И. Геринг (1839—1843);
- Д. П. Неелов (1846);
- И. Р. Тобизин (1847—1849);
- П. А. Родионов (1850);
- А. Я. Тишевский (1851—1853);
- Н. А. Стеценков (1855)[1][2].